# 롄화차오역
롄화차오역(중국어: 莲花桥站)은 중국 베이징시 하이뎬구 양팡뎬 가도 서3환중로·롄화치 동로·롄화치 서로 교차로 롄화차오 하방에 위치한 베이징 지하철 10호선의 지하철역이다. 역명은 인근의 "롄화차오(莲花桥)"에서 유래된 것이고, 2012년 12월 30일 10호선 2단계 개통과 함께 개장하였다.
장기적으로, 이 역은 10호선과 11호선 2단계(신서우강 - 양차오 구간)의 환승역이 될 예정이다.

## 위치
롄화차오역은 롄화치 서로 - 롄화치 동로(동서 방향)와 서3환중로(남북 방향)가 만나는 롄화차오 지역의 3환로 하방에 위치하며 남북으로 배열되어 있다.

## 역 구조
10호선 역사는 1면 2선 섬식 승강장 설계를 갖춘 2층 지하 3아치 프레임 구조로 역 전체 길이는 184.0m, 승강장 폭은 12m이다. 역 장식 스타일은 "활력의 꽃"(活力绽放)을 개념적 주제로 지정하였고, 디자인은 연꽃에서 영감을 받아 이 역의 지리적 특징을 강조하였다.

### 층별 구조
| 지면층             | 출입구                          | B－D출입구                         |
| 지하 1층 대합실 층 | 대합실                          | 고객센터, 자동 발권기, 출입 게이트 |
| 지하 2층 승강장    | ←                               | ■ 10호선 내선 순환 (궁주펀)        |
| 지하 2층 승강장    | 섬식 승강장, 왼쪽 출입문이 열림 |                                    |
| 지하 2층 승강장    | →                               | ■ 10호선 외선 순환(류리차오)       |

### 대합실

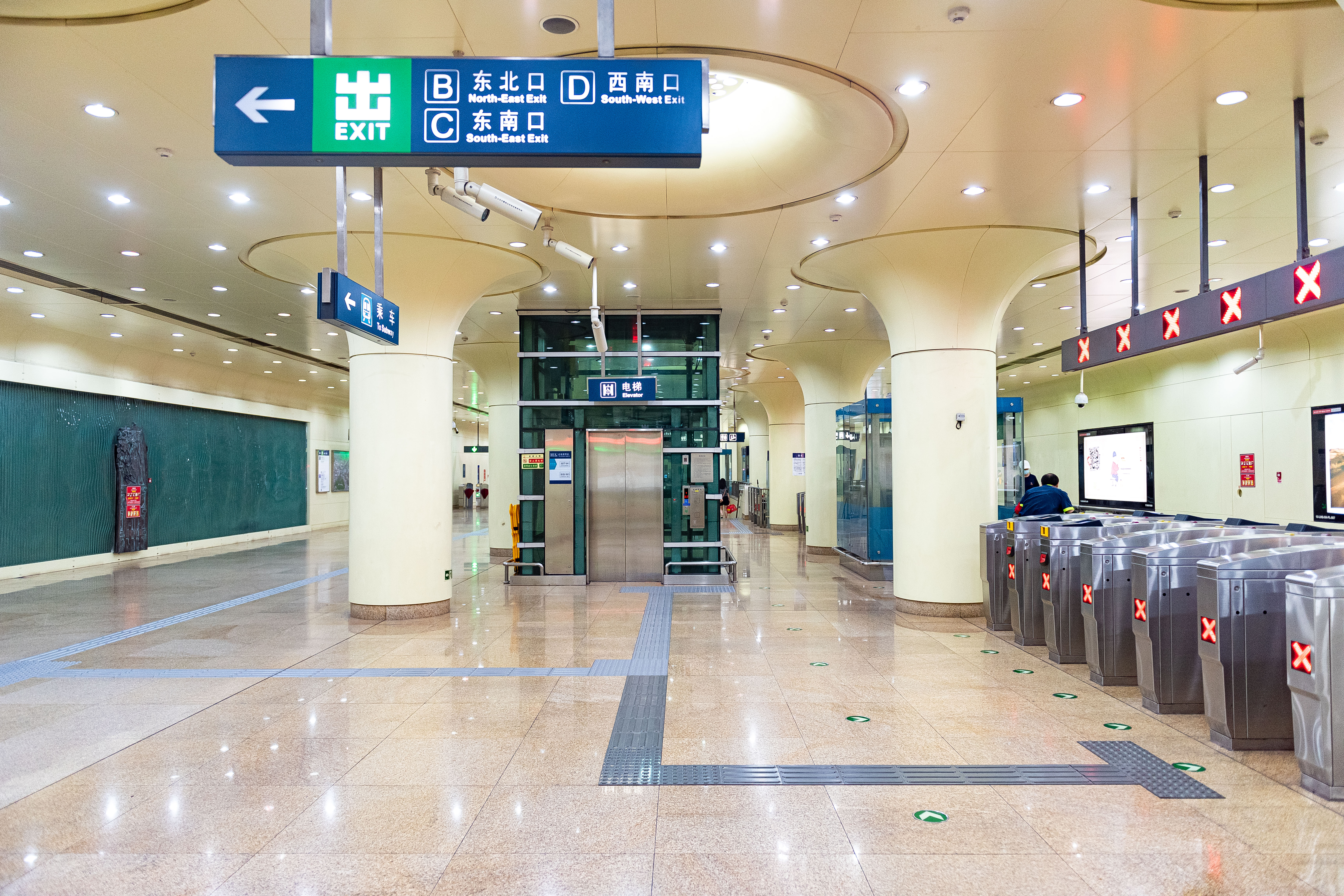
대합실(2021년 6월 촬영)

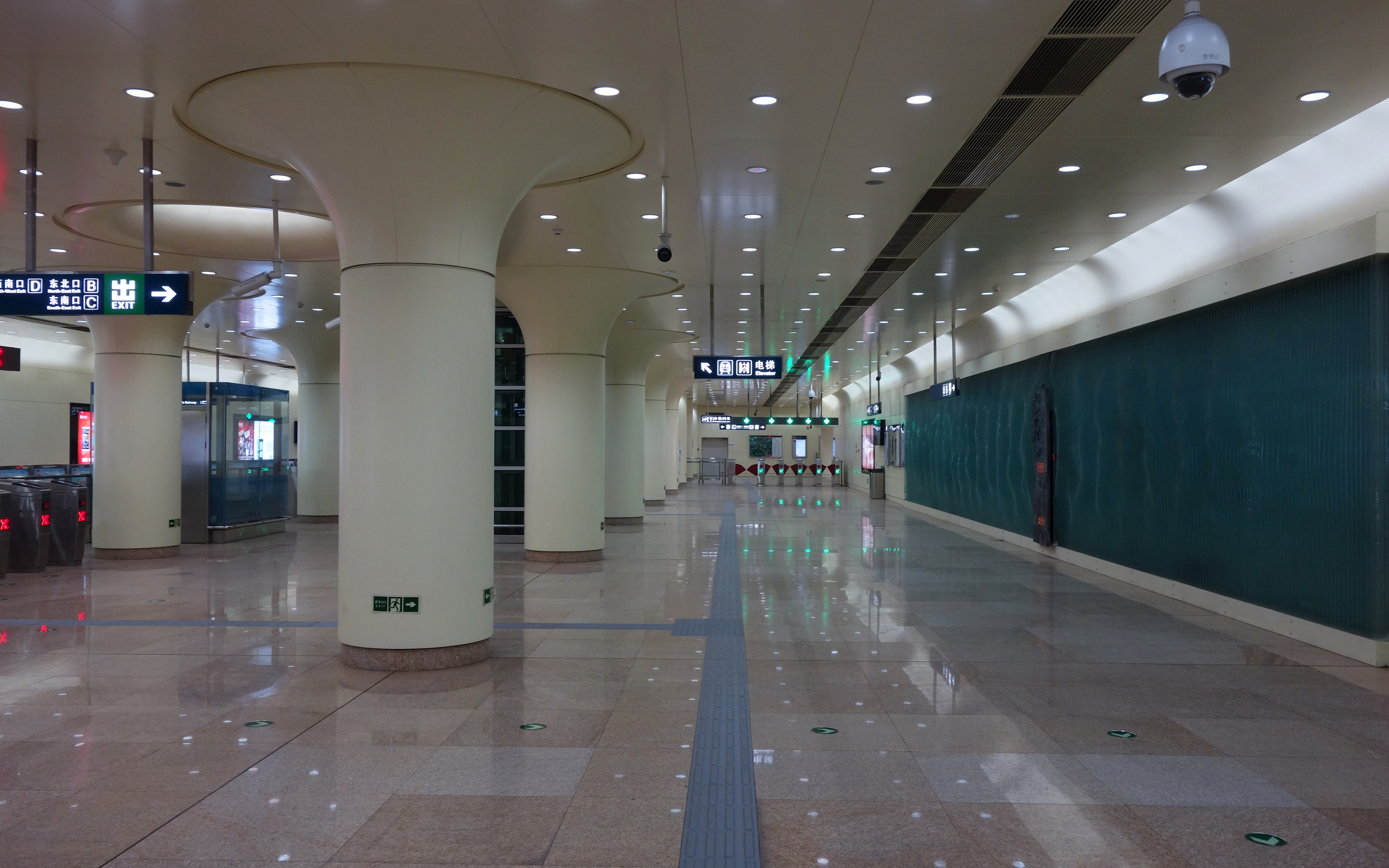
롄화차오역 대합실 장식 (2013년 11월 촬영 사진)

롄화차오역의 대합실은 지하층에 위치하며 서쪽에는 "연꽃 속 깊은 곳"《藕花深处》이라는 제목의 예술 벽이 있다.

### 승강장
롄화차오역에는 서3환중로 아래에 섬식 승강장이 있고, 승강장의 북쪽 끝에 건넘선이 존재한다.

승강장 전경(2017년 9월 촬영)

## 출구
|                         |                              |                                                                                        |      |             |
| 출구                    | 지시                         | 출구 인근                                                                              | 사진 | 무장애 시설 |
| 出口 · B                | 롄화치 동로(莲花池东路)      | 교토 신위안 호텔(京都信苑饭店), 한강 호텔(邯钢宾馆)                                    |      |             |
| 出口 · C                | 롄화치 동로(莲花池东路)      | 베이징 서역 우편물 처리 센터(北京西站邮件处理中心)                                     |      | 빈칸        |
| 出口 · D                | 롄화치 서로(莲花池西路) 북측 | 롄화 커뮤니티(莲花小区), 성진자위안(盛今佳园), 베이징 인사 시험 센터(北京人事考试中心) |      | 빈칸        |
| 아이콘 설명: 엘리베이터 |                              |                                                                                        |      |             |